# Uzès
Uzès är en kommun i departementet Gard i regionen Occitanien i södra Frankrike. Kommunen ligger i kantonen Uzès som tillhör arrondissementet Nîmes. År 2022 hade Uzès 8 360 invånare.

## Befolkningsutveckling
Antalet invånare i kommunen Uzès
Referens:INSEE